# 戶澤政盛
戶澤政盛（日语：／ Tozawa Masamori，1585年—1648年3月16日）是日本安土桃山時代至江戶時代前期的大名，常陸松岡藩及出羽新庄藩初代藩主，戶澤氏第20代當主。政盛的父親是戰國大名戶澤盛安。

## 生涯
天正13年（1585年），政盛作為戶澤盛安的長子出生。政盛的母親是盛安外出鷹狩時邂逅，小古女澤的百姓源左衛門之女，由於政盛的母親出身低微，因此他沒有繼承家督的資格，及後其母嫁給一名叫作東光坊的山伏之後，政盛便以百姓之子的身份長大成人。然而在天正18年（1590年），其父盛安死去，及後繼承家督之位的叔父戶澤光盛亦在文祿元年（1592年）死去，由於光盛無子，戶澤氏面臨絕後的危機。對此，戶澤氏的家臣斬殺了東光坊，強行搶走政盛，並且帶同他前往大坂謁見豐臣秀吉，讓政盛繼承家督之位。
慶長5年（1600年），關原之戰爆發，政盛作為東軍的一員攻佔上杉景勝的東禪寺城（現山形縣酒田市內），他憑此功蹟在慶長7年（1602年）獲賞賜常陸多賀郡和茨城郡等共4萬石領地，成為松岡藩主。
在慶長19年（1614年）爆發的大坂冬之陣以及慶長20年（1615年）爆發的大坂夏之陣中，政盛作為德川氏一方分別駐守小田原城和江戶城。
元和8年（1622年），出羽山形藩的最上氏被幕府改易，政盛獲加增最上氏舊領的最上郡和村山郡共2萬石領地，並且移封至新庄，增封為新庄6萬石，從而重返家鄉出羽，並且對藩政作出貢獻。
慶安元年（1648年）閏1月22日，政盛死去，享年64歲，由其子戶澤正誠繼承家督。